# Willi Geiger (Maler)

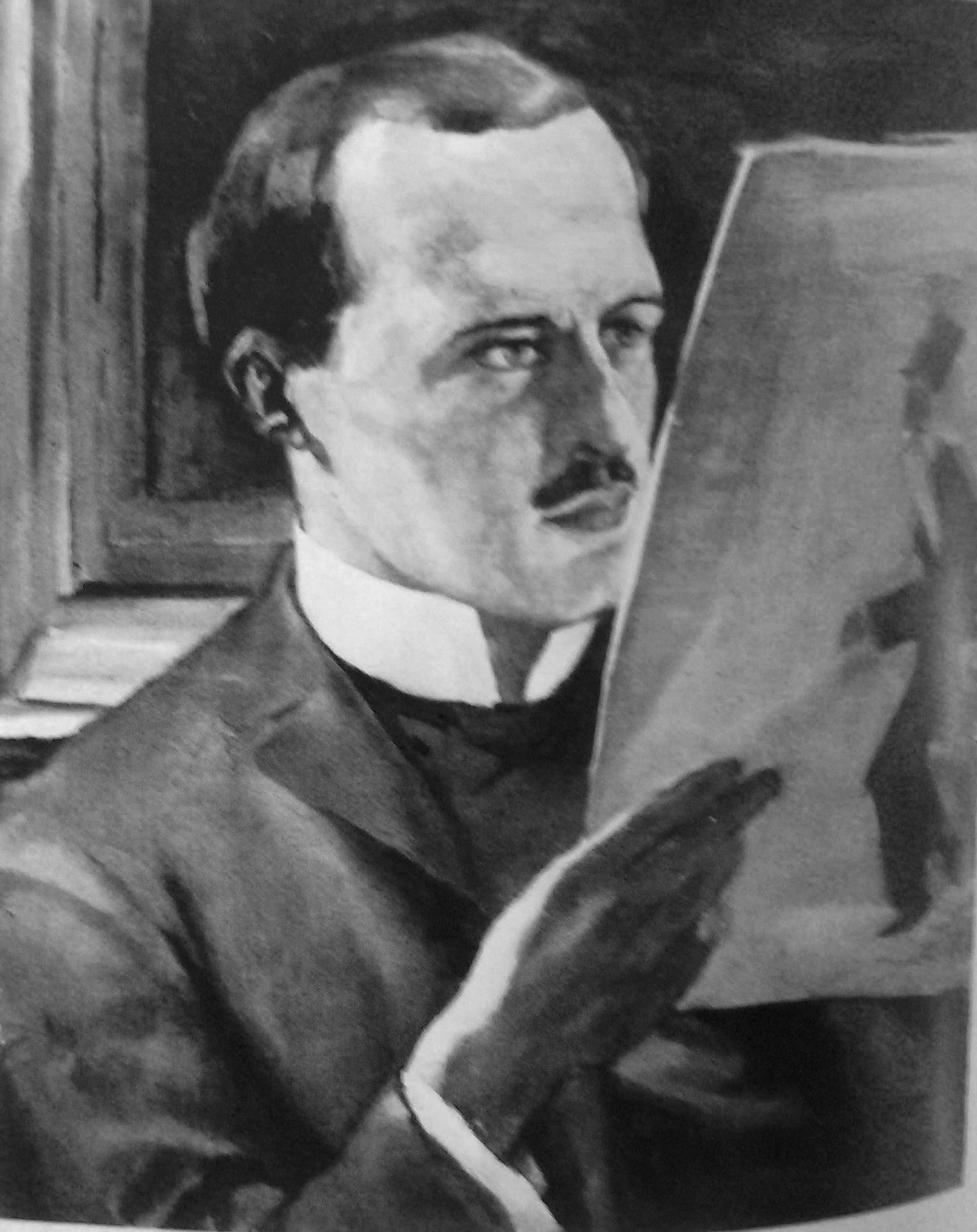
Willi Geiger (Gemälde von Albert Weisgerber)

Willi Geiger (* 27. August 1878 in Schönbrunn bei Landshut, Niederbayern; † 11. Februar 1971 in München) war ein deutscher Maler, Graphiker, Exlibriskünstler des Expressionismus und frühes Mitglied des Deutschen Künstlerbundes.

## Leben
Als Sohn eines Lehrers wurde Willi Geiger 1878 in Landshut geboren. 1898–99 besuchte er die Münchner Kunstgewerbeschule, anschließend die Technische Hochschule, an der er sein Staatsexamen als Zeichenlehrer absolvierte. Willi Geiger studierte ab 1903 bei Franz von Stuck und Peter Halm an der Münchner Akademie, u. a. zusammen mit Hans Purrmann und Albert Weisgerber.
1907 gestaltet Willi Geiger eine ganze Serie schwarz/weiß-Kunstpostkarten mit Münchner Sehenswürdigkeiten als Motiv, z. B.
Willi Geiger erhielt 1910 aus Vorschlag von Max Klinger den Villa-Romana-Preis aufgrund seines Erfolges als Graphiker. Er arbeitete an Radierungen zu Werken von Richard Dehmel, Frank Wedekind u. a. Bis 1914 lebte Geiger in Berlin und stellte bei den Galerien von Cassirer und Gurlitt aus. Danach ging er nach München zurück und wurde dort Professor an der Kunstgewerbeschule. Er kopierte Gemälde der großen Spanier Goya, Velasquez und El Greco und wandte sich der Porträtmalerei zu, am bewusstesten spiegelte sich das Greco-Studium am Porträt des Komponisten Hans Pfitzner wider.
Nach der Machtergreifung der Nationalsozialisten wurde Geiger bereits im Juli 1933 aus dem Staatsdienst und seinem Lehramt an der Leipziger Staatlichen Akademie für graphische Künste und Buchgewerbe (heute Hochschule für Grafik und Buchkunst Leipzig), an der er seit 1928 lehrte, entlassen. Zurückgezogen lebte Geiger seit 1933 für die folgenden 12 Jahre auf einem alten Bauernanwesen in Feldwies am Chiemsee und rang um die Vervollkommnung seiner Malkunst. Er war jedoch Mitglied der Reichskammer der bildenden Künste. Für die Zeit des Nationalsozialismus ist seine Teilnahme an 18 großen Gruppenausstellungen sicher belegt.
1937 wurde in der Nazi-Aktion „Entartete Kunst“ nachweislich eine bedeutende Zahl seiner Werke, die nicht dem nazistischen Kunstkanon entsprachen, aus den Kunstsammlungen der Stadt Düsseldorf, dem Museum Folkwang Essen, dem Städelschen Kunstinstitut und Städtische Galerie Frankfurt am Main, der Kunsthalle Hamburg, dem Museum der bildenden Künste Leipzig, dem Kaiser-Friedrich-Museum Magdeburg, der Staatlichen Graphische Sammlung München, der Städtischen Galerie Nürnberg und der Ruhmeshalle Wuppertal-Barmen beschlagnahmt. Nahezu alle wurden vernichtet. Einige gingen zur „Verwertung“ auf dem Kunstmarkt an die Kunsthändler Bernhard A. Böhmer und Karl Buchholz. Der Verbleib dieser Arbeiten ist ungeklärt.
1946 nahm Willi Geiger die Lehrtätigkeit, jetzt an der Hochschule der Bildenden Künste in München, wieder auf. 1948 wurde er zum Ehrenbürger von Landshut ernannt. 1951 erhielt Willi Geiger den Kulturpreis der Stadt München, 1958 das Verdienstkreuz 1. Klasse der Bundesrepublik Deutschland, 1963 den Schwabinger Kunstpreis und 1969 den Bayerischen Verdienstorden.
Der Maler und Bildhauer Rupprecht Geiger (1908–2009) war sein einziges Kind.
Willi Geigers schriftlicher Nachlass wird im Deutschen Kunstarchiv im Germanischen Nationalmuseum in Nürnberg aufbewahrt.

## Werke (Auswahl)

### Tafelbilder (Auswahl)
- Bildnis Heinrich Mann (Öl auf Leinwand, 63,5 × 55 cm, 1927; 1937 als „entartet“ aus der Ruhmeshalle Wuppertal-Barmen beschlagnahmt und zerstört.)
- Bildnis Prof. Dr. Carolus (Öl, 1931; 1937 als „entartet“ aus der Städtische Galerie Nürnberg beschlagnahmt und zerstört.)

### Druckgrafik (Auswahl)
- Anna Croissant-Rust: Der Tod. (Buch-Vorzugsausgabe in 800 Exemplaren mit 17 Holzschnitten, Georg Müller, München/Leipzig, 1914. Neuauflage Allitera Verlag, München 2014, ISBN 978-3-86906-623-3.)[5]

- Unseren Helden (Mappe mit 10 Lithografien und einem Titelblatt, 38,7 × 27 cm, 1914; Graphik-Verlag, München, 1914)
- Fjodor Dostojewski;: Der Gatte (Mappe mit 12 Radierungen)
- Fjodor Dostojewski: Nasser Schnee. (Buch-Vorzugsausgabe in 200 Exemplaren; mit Original-Radierungen und drei radierten Vignetten. Verlag Franz Schneider, Berlin, 1924)

### Schriften
- Stierkampf. Ein Essay und sechs Originalradierungen. In: Kunst und Künstler: illustrierte Monatsschrift für bildende Kunst und Kunstgewerbe. – 12.1914, S. 707–414.[6]
- Vortrag über die Lage der Kunststudierenden in der Jetztzeit. Ein Vortrag, geh. am 27. November 1932 im Museum der bildenden Künste zu Leipzig, Leipzig 1932.

## Einzelausstellungen
- 1956: Deutsche Akademie der Künste
- 1956: Kunsthalle Mannheim
- 1958: Städtische Galerie im Lenbachhaus und Kunstbau, München[7]
- 1959: Städtische Kunstsammlung Rosenheim
- 1964: Haus der Kunst München

## Museen, in deren Bestand sich Werke Geigers befinden
- Museum of Modern Art, New York
- Albertina, Wien
- Bibliothèque nationale de France, Paris
- Bayerische Staatsgemäldesammlungen, München
- Kupferstichkabinett Dresden[8]
- Museum der bildenden Künste, Leipzig
- Grassi Museum für Angewandte Kunst, Leipzig[9]
- Die Städtische Galerie im Lenbachhaus und Kunstbau München zählt die Werke Walther Zimmermann (1923) und Korpsstudent (1927) zu ihrem Sammlungsbestand[10][11]
- Goethe-Haus des Freien Deutschen Hochstifts, Frankfurt/Main[12]

## Bekannte Schüler
- Ernst Graef (1909–1985) Leipzig
- Irma Lang-Scheer (1930–1932) Brüsau-Brünnlitz
- Ernst Hassebrauk 1932 Leipzig
- Manfred Bluth 1950 München
- Josef Georg Miller 1932 Leipzig